# 波米耶
波米耶（法語：Pommiers，法語發音：[pɔmje]）是法国罗讷省的一个市镇，属于索恩河畔自由城区。

## 地理
波米耶（45°57'19"N, 4°41'33"E）面积7.76 平方千米，位于法国奥弗涅-罗讷-阿尔卑斯大区罗讷省，该省份为法国中东部省份，北起顺时针与索恩-卢瓦尔省、安省、里昂大都会、伊泽尔省和卢瓦尔省接壤。
与波米耶接壤的市镇（或旧市镇、城区）包括：格莱泽、昂斯、利马、泰泽、金石门镇。

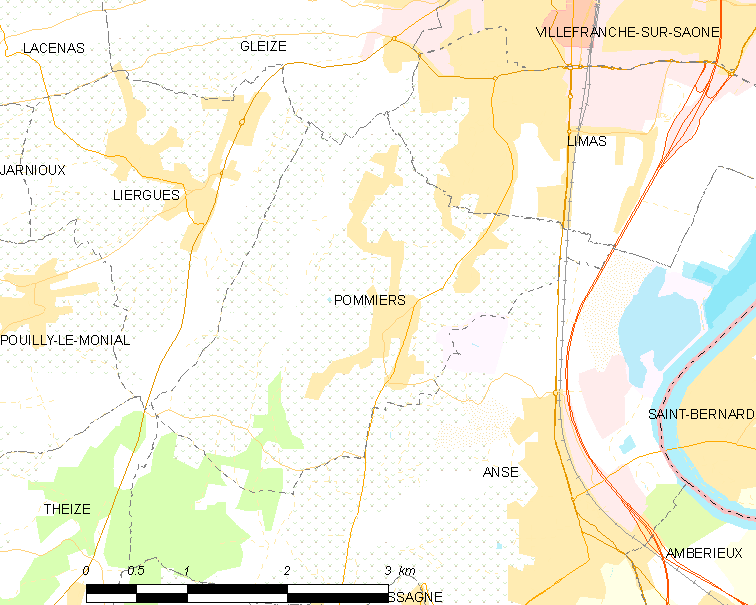
波米耶的OSM定位图

波米耶的时区为UTC+01:00、UTC+02:00（夏令时）。

## 行政
波米耶的邮政编码为69480，INSEE市镇编码为69156。

## 政治
波米耶所属的省级选区为昂斯县。

## 人口

1962-2008年间波米耶人口变化图示

波米耶于2022年1月1日时的人口数量为2629人。